# كريستوفر داردن
كريستوفر داردن (بالإنجليزية: Christopher Darden)‏ هو محامي أمريكي، ولد في 7 أبريل 1956 في مارتينز في الولايات المتحدة.

## وصلات خارجية
- كريستوفر داردن على موقع IMDb (الإنجليزية)
- كريستوفر داردن على موقع قاعدة بيانات الفيلم (الإنجليزية)